# 赫弗峰
47°16′26″N 10°06′06″E / 47.27389°N 10.10167°E

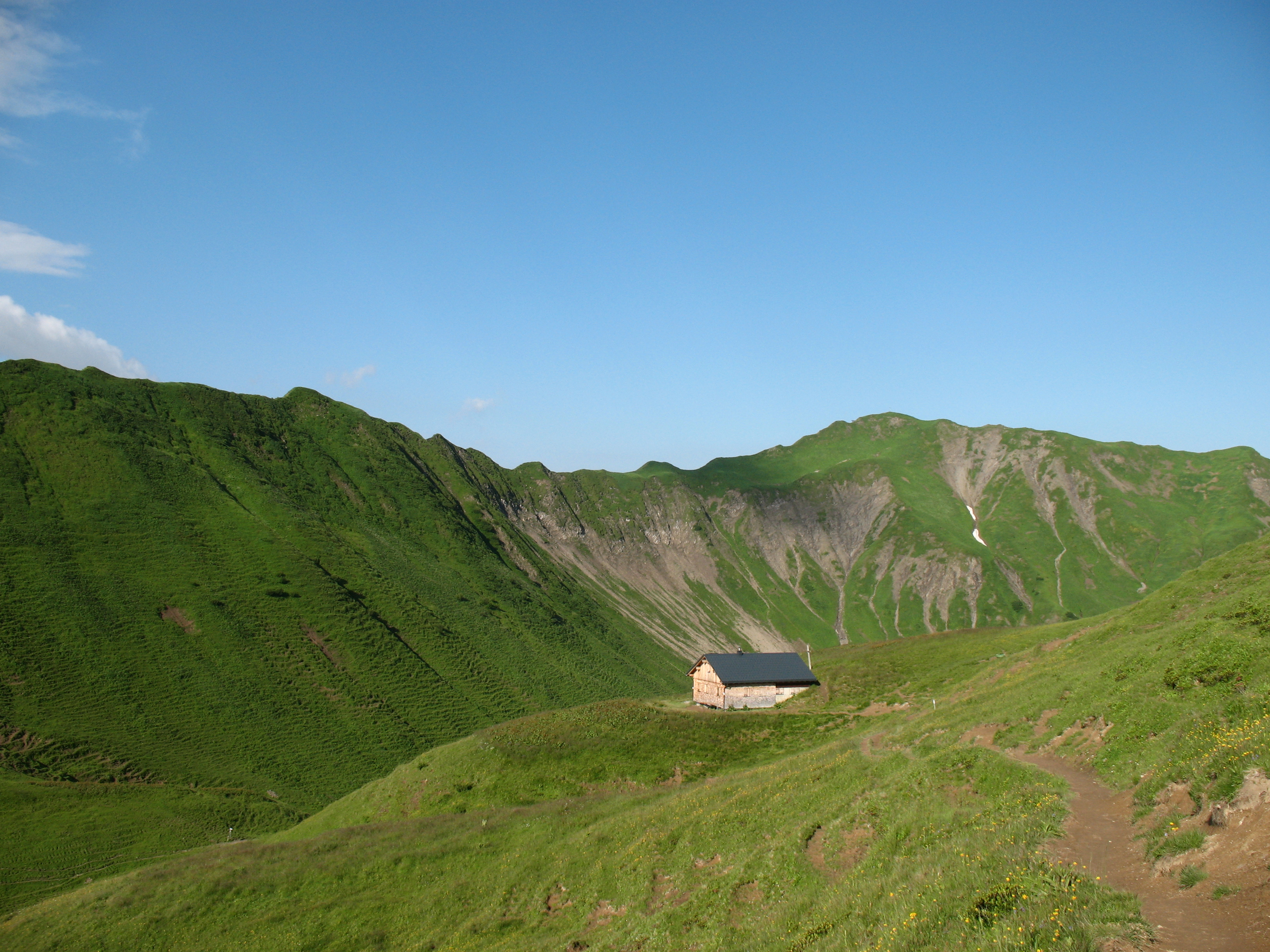

赫弗峰（德語：Höferspitze），是奧地利的山峰，位於該國西部，由福拉爾貝格州負責管轄，屬於阿爾高阿爾卑斯山脈的一部分，距離黑特山0.8公里，海拔高度2,131米，每年平均降雨量1,730毫米。